# Station Maciowakrze
Station Maciowakrze is een spoorwegstation in de Poolse plaats Maciowakrze.